# كرايغ سكينر
كرايغ سكينر (بالإنجليزية: Craig Skinner)‏ (21 أكتوبر 1970 في المملكة المتحدة - ) هو لاعب كرة قدم بريطاني في مركز الوسط. لعب مع بلاكبيرن روفرز ونادي بليموث أرجايل ونادي ريكسهام ونادي يورك سيتي ونورثويتش فيكتوريا وليه جنيسيس ‏.

## وصلات خارجية
- كرايغ سكينر على موقع قاعدة بيانات كرة القدم.إي يو (الإنجليزية)
- كرايغ سكينر على موقع Soccerbase.com (لاعب) (الإنجليزية)